# ابی رایدر فورتسون
ابی رایدر فورتسون (انگلیسی: Abby Ryder Fortson؛ زادهٔ ۱۴ مارس ۲۰۰۸) هنرپیشه اهل ایالات متحده آمریکا است.
از فیلم‌ها یا برنامه‌های تلویزیونی که وی در آن نقش داشته‌است می‌توان به مرد مورچه‌ای، بازی آرام نقش، مرد مورچه‌ای و زنبورک، و عشقم برای همیشه و خدایا آن‌جایی؟ منم مارگرت اشاره کرد.